# 普萨河畔圣马丁
普萨河畔圣马丁（西班牙語：San Martín de Pusa）是西班牙卡斯蒂利亚-拉曼恰托莱多省的一个市镇。总面积105平方公里，总人口786人（2001年），人口密度7人/平方公里。